# Roman Rep
Roman Rep, slovenski policist, uradnik in veteran vojne za Slovenijo, * 26. september 1970, Mariazell, Avstrija.
Rep je bivši (2007) državni sekretar Republike Slovenije na Ministrstvu za javno upravo Republike Slovenije.